# Déjanire (opéra)
Pour les articles homonymes, voir Déjanire (homonymie).
Déjanire est un opéra en quatre actes de Camille Saint-Saëns sur un livret de Louis Gallet et réadapté par le compositeur, créé le 14 mars 1911 au théâtre de Monte-Carlo. L'ouvrage, initialement musique de scène puis adapté en drame lyrique, reprend le mythe d'Hercule, époux de Déjanire, autour de l'épisode de sa mort.

## Historique

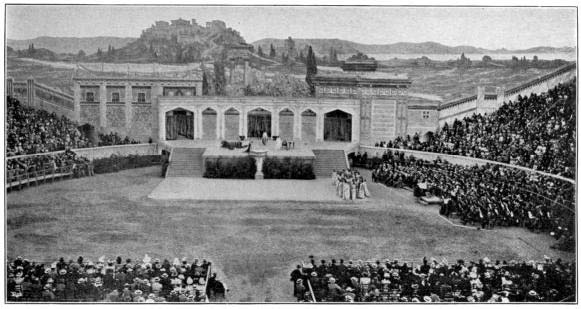
Première représentation de Déjanire aux arènes de Béziers

Camille Saint-Saëns compose à la fin des années 1890 une musique pour une tragédie, Déjanire, par l'écrivain Louis Gallet, créée le 28 août 1898 aux Théâtre des Arènes, à Béziers,, pour son inauguration. L'œuvre, dont la forme est alors une tragédie avec musique de scène, est jouée sous la direction de l'auteur, et le grand spectacle qui est monté pour l'occasion par Marcel Jambon, engendre un fort succès pour l'ouvrage auprès du public. Au grand air à l'extérieur, deux cent choristes sont mobilisés, ainsi que soixante danseuses et un char à chevaux sur scène notamment et pas moins de vingt-quatre harpes. Les tirades du texte sont entièrement déclamés, seuls les chœurs sont chantés, à la manière de ceux antiques qui expliquent l'histoire, accompagnés d'un orchestre à cordes. Une production chapeautée par le directeur du Théâtre de l'Odéon, Paul Ginisty, est jouée dans cette salle quelque mois après, afin de faire découvrir l'ouvrage au public parisien. Elle est ainsi reprise à l'Odéon en novembre 1898,, puis également de nouveau aux Théâtre des Arènes en 1899, et au Théâtre du Capitole de Toulouse le 29 mars 1902.
Afin d'honorer une commande de l'opéra de Monte-Carlo, et selon le souhait du prince Albert Ier, proche de Camille Saint-Saëns qui a connu un grand succès avec son autre opéra Hélène créé à Monte-Carlo en 1904, le compositeur transforme lui-même le livret de la tragédie en drame lyrique puis en compose la musique, en réutilisant celle de la tragédie lyrique. Cette nouvelle version, qui adopte plus exactement la forme de l'opéra, est une nouveauté pour le compositeur lui-même, qui admet à son éditeur Jacques Durand qu'elle sera ou bien détestée ou bien adorée. Cette partition est augmentée depuis son « ancienne Déjanire », selon les mots du compositeur, notamment en renforçant les chœurs et en piochant quelques éléments de son poème symphonique La Jeunesse d'Hercule, créé en 1877. Le livret, adapté par ses soins, dévoue désormais l'action au chant, en en faisant une œuvre nouvelle.
Déjanire est créé à l'opéra de Monte-Carlo le 14 mars 1911 à l'occasion de la Fête de la bienfaisance organisé par la principauté, faisant déplacer le public parisien. Les décors sont de Rochette et Landrin (actes I et IV)[réf. souhaitée], Georges Mouveau (actes II et III), et les costumes de Joseph Pinchon. L'opéra rencontre un grand succès le soir de sa création. La première française à l'opéra Garnier a lieu la même année que la création de Monte-Carlo, le 22 novembre 1911 sous la direction de André Messager. L'ouvrage, créé ici avec un immense succès, connaît dans ces lieux, jusqu'en 1913, dix-sept représentations.
L'opéra est monté en version de concert en 2021 à l'Auditorium Rainier III de Monaco sous la direction de Kazuki Yamada.

## Description
Déjanire est un opéra en quatre actes en français. Le livret a été écrit d'après Les Trachiniennes de Sophocle et Hercule sur l'Oéta de Sénèque (attribué à). La partition est dédiée à Ferdinand Castelbon de Beauxhostes, organisateur du Théâtre des Arènes de Béziers et instigateur de la première version de Déjanire.

### Rôles
| Rôle       | Tessiture | Première, le 14 mars 1911 (Chef d'orchestre : Léon Jehin) |
| ---------- | --------- | --------------------------------------------------------- |
| Déjanire   | soprano   | Félia Litvinne                                            |
| Iole       | soprano   | Yvonne Dubel                                              |
| Phénice    | contralto | Germaine Bailac                                           |
| Hercule    | ténor     | Lucien Muratore                                           |
| Philoctète | baryton   | Henri Dangès                                              |

## Réception et analyse critiques
Gabriel Fauré, élève de Camille Saint-Saëns, dans les colonnes du Figaro salue « cette musique puissamment évocatrice, si pure de forme, d'une nature harmonique qui emprunte parfois aux tonalités anciennes une saveur singulière, cette musique enfin d'un coloris si séduisant, à la fois éclatant et lointain ». Francis Casadesus de L'Aurore et Adolphe Boschot de L'Écho de Paris en font également tous deux l'éloge, mettant notamment en avant la simplicité des formes inspirée de l'antique.